# Фискальная теория уровня цен
Фискальная теория уровня цен (англ. fiscal theory of the price level) — макроэкономическая теория, согласно которой высокий государственный долг и несбалансированный бюджет в долгосрочном периоде приводят к инфляции.
Как монетаристы, так и представители новой классической макроэкономики полагают, что увеличение денежного предложения напрямую связано с дефицитом госбюджета, который финансируется за счет денежной эмиссии центрального банка. Перефразировав Милтона Фридмана, экономисты Всемирного банка Майкл Бруно и Уильям Истерли, отметили, что «высокая инфляция всегда и везде связана с большим дефицитом бюджета».
Фискальная теория уровня цен предполагает, что налогово-бюджетная политика не является нейтральной в долгосрочном периоде времени. Напротив, фискальные власти способны влиять на уровень цен (инфляцию). Денежные власти могут придерживаться сбалансированной денежно-кредитной политики, однако их усилия могут сходит на «нет» под влиянием налогово-бюджетной политики. Правительство может игнорировать эквивалентность Рикардо-Барро и всецело полагаться на финансирование дефицита бюджета за счет наращивания государственного долга. Его размер может стать настолько значительным, что новые налоги не смогут компенсировать расходы на обслуживание долга без погружения экономики в рецессию.
Во избежание дефолта со стороны правительства денежные власти будут вынуждены запустить печатный станок для монетизации дефицита бюджета. В конечном счете, инфляция, возникающая вследствие роста денежного предложения, приводит к снижению реальной величины государственного долга. Экономические агенты, отслеживая состояние государственного бюджета, повышают инфляционные ожидания, в результате чего в долгосрочном периоде времени инфляция оказывается зависимой от номинальных обязательств государства и ожидаемого реального потока бюджетного профицита. Если рациональные агенты считают, что рост государственного долга не обеспечен будущим профицитом бюджета, они не воспринимают налогово-бюджетную политику как эквивалентность Рикардо-Барро. Ожидания стимулируют их увеличивать потребление, которое в последующем приводит к росту уровня цен.
Таким образом, налогово-бюджетная политика в течение делового цикла должна поддерживать сбалансированный бюджет. В противном случае при пассивной денежно-кредитной политике активная налогово-бюджетная политика, выражающаяся в сохранении устойчивого дефицита бюджета и растущем государственном долге, приведет в будущем к инфляции. Для предотвращения инфляция необходимо ограничение как текущего дефицита государственного бюджета, так и величины государственного долга, а также поддержание дюрации государственного долга на среднесрочном уровне. Ограничения закладываются в современные правила налогово-бюджетной политики, представляющие собой формализацию целевых ориентиров или лимитов бюджетных величин. Фискальная теория уровня цен была популяризирована экономистом ФРС США Эриком Липером и профессором Колумбийского университета Майклом Вудфордом. Она представляет собой альтернативу монетаризму, однако обе теории могут быть скомбинированы, если рассматривать денежное предложение в более широком контексте, включая денежные обязательства государства.